# 鈴木三樹之助
鈴木 三樹之助（すずき みきのすけ、明治19年（1886年）8月3日 – 昭和35年（1960年）12月27日）は、日本の実業家。三木証券創立者。旧姓海野。
内閣総理大臣を務めた大平正芳の岳父。

## 来歴・人物
岩手県・海野貞吉の三男。先代あいの入夫となる。明治44年（1911年）10月 東京において米穀商を創業。 
大正5年（1916年）1月 東京米穀商品取引所仲買人となる。昭和11年（1936年）4月 東京株式取引所短期取引員となる（三木商店創立）。同時に実物取引員も兼ねる 。昭和13年（1938年）7月 東京株式取引所一般取引員となる。
昭和17年（1942年）12月 三木証券株式会社に改組。昭和35年（1960年）12月27日死去。墓所は多磨霊園。 
宗教は浄土宗。

## 関連
- 大平正芳 - 三樹之助の次女・志げ子の夫